# Gyurits Antal
Gyurits Antal (Szombathely, 1819. május 23. – Szatmárnémeti, 1892. március 1.) ismeretterjesztő és pedagógiai író, műfordító.

## Életpályája
Gimnáziumi tanulmányait szülővárosában végezte el. 1834–1837 között a pesti egyetemen tanult jogot; 1848-ban ügyvédi, 1850-ben tanári képesítést szerzett. 1837–1839 között Nagyváradon volt gyakornok; Kornis Károly fiának nevelője volt. Az 1843-as pozsonyi országgyűlésen gyorsírt, 1847–1849 között az országgyűléseken mint hivatalos gyorsíró működött. 1849 után csak a tudományokkal és az irodalommal foglalkozott. 1859–1890 között szatmári gimnáziumi tanárként dolgozott. 1864-ben klasszika-filológia vizsgát tett. 

### Munkássága
Főleg nyelvtudományokkal és klasszika-filológiával foglalkozott. Több görög, latin, magyar nyelvtant, Horatius- és Cicero-művet, Vergilius- és Julius Caesar-fordítást készített, történelmi és filológiai tanulmányokat, tankönyveket írt. Természettudományokkal, szépirodalommal is foglalkozott. Megalkotta a Magyar helyesírás szabályai (Pest, 1855) című munkát. Foglalkozott gyorsírással is. A gyorsírásról elméleti és gyakorlati tekintetben (Pozsony, 1844) című ismertetőjében elsőnek adott áttekintést a gyorsírás hazai állapotáról.

## Művei
- A gyorsirásról elméleti és gyakorlati tekintetben (Pozsony, 1844)
- Emlékezettan (Mnemotechnica). Reventlow rendszere után magyar nyelvre alkalmazva (Pozsony, 1846)
- Menekvés Debreczenbe az 1849. év kezdetén. Történeti rajz. (Pest, 1850)
- Virgil pásztori dalai (Pozsony, 1851)
- Virgil Aeneise (Pozsony, 1851) Két kötet (Magyar hexameterekben)
- Róma és Loretto (Pozsony, 1851) (Francziából Veuillot Lajos után fordította)
- Kritika és pártszellem (Pozsony, 1852)
- A XIII. századbeli Anacharsis (Walter Vilmos után fordította; Pozsony, 1852)
- Az ember és a teremtés, vagy a végokok elmélete a mindenségben (Desdonits után fordította; Pozsony, 1853)
- A társadalom testén rágódó féreg (Gaume J. után franciából fordította; Eger, 1852)
- A keresztes hadak története. Németből magyarázva. (Pest, 1853)
- Rövid és bizalmas feleletek a religió ellen leginkább elterjedt ellenvetésekre (Ségur után franciából fordította; Pest, 1854)
- A magyar helyesírás szabályai (Pest, 1855)
- Cantu Caesar, Világtörténelem. A VII. olasz kiadás után fordította. (Pest, 1856–1863. I–VII. kötet.)
- A nőnevendékek könyvtára, tanodai s magánhasználatra (Pest, 1856–1857. Négy kötet öt részben
  - I. Magyar nyelvtan (1856, 1864)
  - II. Mondattan (1861, 1874)
  - III. Természetrajz (1863)
  - IV. Természettan
- Csillagászat, Tanodai és magánhasználatra (Pest, 1857)
- A katholika nő (Ventura Joakim után olaszból fordította; I. kötet. Pest, 1858)
- Magyarok története. Tanodai használatra az első oktatásban (Pest, 1858, 1863, 1864, 1876)
- A természettan előcsarnoka, tanodai és magánhasználatra (Pest, 1860, 1873)
- Aranka, vagy az alázatosság diadala a kevélység fölött (Pest, 1861, 1891)
- Fordítási előgyakorlatok magyarból latinra (Schulze után; Pest, 1863)
- Vezérkönyv a latin fordításokra (Döring W. F. után magyarra átdolgozta; Pest, 1863)
- A magyar nyelv viszonyszavai. Tanodai használatra (Pest, 1864)
- A latin igerendszer (Pest, 1866)
- Virgil Aeneise (Pest, 1866)
- J. Caesaris Commentarii de bello gallico. Magyarázta. Pest, 1868–1869. Három füzet. (1. füz. 2. kiadás. Bpest, 1873. Görög és latin remekírók 3., 6., 8. és 23.)
- Ciceronis Orationes selectae, Magyarázta. 1. füzet. Pest, 1868. (Görög és római remekírók 5.)
- Horácz ódái. Nauck művei nyomán értelmezi. Két füzet. Pest, 1868. (Görög és római remekírók 4., 7., 2. kiadás: Q. Horatii Flacci Carmina cz. Bpest, 1879. Görög és latin remekírók 4.)
- Gyakorlati latin nyelvtan. Ollendorff-Traut tanmódszere alapján, tanodai és magánhasználatra a magyar nyelv szellemében átdolgozva. Pest, 1871–1872. Két rész.
- Kulcs az Ollendorff-Traut tanmódszere alapján írt latin nyelvtanhoz (Pest, 1871)
- A latin főnevek nemei és végzetei. Melléklet a latin nyelvtanhoz (Pest, 1872)
- Görög nyelvtan (Budapest, 1872)
- Ékes irálytan tanodai és magán használatra (Budapest, 1873)
- A latin praepositiók rendszeres osztályozása (Szatmár, 1874)
- Latin mondattan (Szatmár, 1875)
- De carminibus Homeri epicis (Szatmár, 1877)
- Szatmármegyebeli hajdankori régiségek (Budapest, 1878)
- A szalánczi rózsakirályné. Négy énekben (Szatmár, 1879)
- Horatius Flaccus válogatott ódái. Folyó beszédben magyarítva (Szatmár, 1885)
- Budavár visszafoglalása 1686. Freschot után olaszból fordította (Szatmár, 1886)
- M Tullii Ciceronis Orationes selectae. Halm Károly nyomán értelmezi. 1. füzet: L. Sergius Catilina elleni négy heszéd. Szatmár, 1886. (2. kiadás. Szatmár, 1886.)